# Claudine Dianne Ryce
Claudine Dianne Ryce (9 de setembro de 1942 — 21 de janeiro de 2009) foi uma advogada e ativista da causa das crianças desaparecidas em Miami, Flórida. O seu filho, Jimmy Ryce, foi raptado, violado e morto em 1995.
Ryce apoiou a legislação para predadores sexuais, criando o Centro Jimmy Ryce para Vítimas de Rapto de Predadores, e foi fundadora da Equipe Esperança, um grupo de pais de crianças raptadas que apoiava famílias que enfrentavam o mesmo drama. Ryce também trabalhou a Lei Jimmy Ryce. Foi nomeada para o Hall da Fama das Mulheres na Flórida em 2009/2010.